# 5076 Lebedev-Kumach
Az 5076 Lebedev-Kumach (ideiglenes jelöléssel 1973 SG4) a Naprendszer kisbolygóövében található aszteroida. Ljudmila Ivanovna Csernih fedezte fel 1973. szeptember 26-án.